# Прейс, Луи
Луи Прейс (нидерл. Louis Prijs; 15 августа 1896 — 1980) — нидерландский шашист, чемпион страны в 1920 году, национальный мастер.

## Голландский чемпионат
Трижды принимал участие в чемпионатах.
- 1919 — пятый с девятью очками из девяти игр.
- 1920 — первое место с 13 очками из девяти игр.
- 1921 — общее пятое место с шестью очками из семи партий.